# 니나 페트리

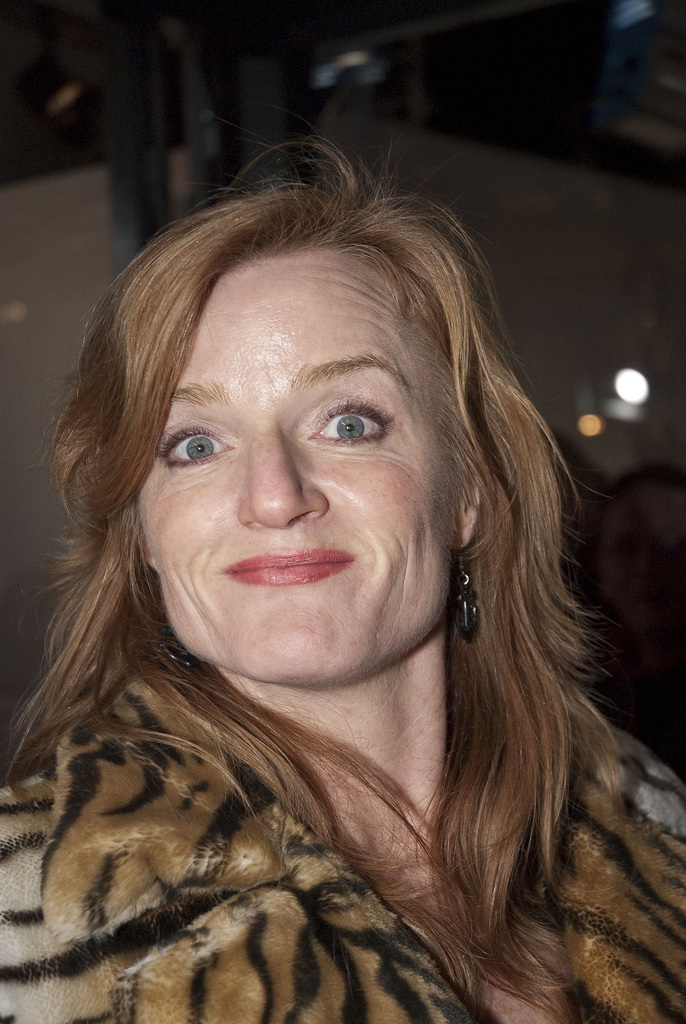

니나 페트리(Nina Petri, 1963년 7월 16일 ~ )는 독일의 배우, 영화배우이다.
함부르크에서 태어났다.

## 영화
- 더 라스트 윌 (2015년)
- 블라인드 스팟 (2007년)
- 행복한 엠마, 행복한 돼지 그리고 남자 (2006년) - 다그마 역
- 플라야 델 푸투로 (2005년)
- 소녀는 울지 않는다 (2002년) - 안 역
- 남자가 됐어요 (2002년)
- 카피리스탄으로 가는 여행 (2001년)
- 갈 곳 없는 삶 (2000년)
- 롤라 런 (1998년)
- 자비의 천사 (1993년)